# Seznam norveških tenisačev
Seznam norveških tenisačev.

## A
- Jan Frode Andersen
- Helene Auensen

## B
- Stian Boretti

## D
- Viktor Durasovic

## E
- Ulrikke Eikeri

## F
- Emma Flood

## H
- Johan Haanes
- Per Mørch Hansson
- Malene Helgø

## J
- Liv Jagge-Christiansen

## M
- Molla Mallory

## N
- Jack Nielsen
- Laila Schou Nilsen

## O
- Hedda Ødegaard
- Astrid Wanja Brune Olsen

## P
- Frithjof Prydz

## R
- Caroline Rohde-Moe
- Casper Ruud
- Christian Ruud

## S
- Melanie Stokke

## T
- Torleif Torkildsen